# Eduardo Chozas Olmo
Eduardo Chozas Olmo (* 5. Juli 1960 in Madrid) ist ein ehemaliger spanischer Radrennfahrer.
Bereits 1979 wurde Chozas 3. bei der spanischen Nationalmeisterschaft der Amateure im Straßenrennen. Seine Profi-Karriere begann er schließlich 1980 bei dem spanischen Radsportteam Fosforera-Vereco. Seinen ersten Profi-Sieg errang er während der Deutschland-Rundfahrt 1980. Während seiner Laufbahn erzielte er insgesamt 26 Siege, darunter vier Siege bei der Tour de France und drei beim Giro d’Italia. 1993 beendete er seine aktive Profi-Karriere.

## Erfolge
1980
- eine Etappe Deutschland-Rundfahrt

1981
- eine Etappe Asturien-Rundfahrt

1983
- Clásica de Sabiñánigo
- Gesamtwertung Vuelta a La Rioja
- Gesamtwertung und eine Etappe Andalusien-Rundfahrt
- eine Etappe Giro d’Italia

1984
- eine Etappe Valencia-Rundfahrt

1985
- eine Etappe Tour de France
- Hucha de Oro

1986
- eine Etappe Tour de France

1987
- eine Etappe Tour de France

1990
- Gesamtwertung und eine Etappe Andalusien-Rundfahrt
- eine Etappe Tour de France
- eine Etappe Giro d’Italia
- eine Etappe Murcia-Rundfahrt

1991
- eine Etappe Giro d’Italia
- eine Etappe Murcia-Rundfahrt

## Teams
- 1980 Fosforera-Vereco
- 1981–1984 Zor-Helios
- 1985 Reynolds
- 1986–1987 Teka
- 1988 Kelme
- 1989–1991 ONCE
- 1992–1993 Artiach